# Пуни, Иван Альбертович
Иван Альбертович Пу́ни, по-французски Жан Пуни́ (фр. Jean Pougny; 22 марта [3 апреля] 1890[…], Куоккала — 28 декабря 1956[…], Париж) — русский (в эмиграции — французский) живописец и график, деятель русского авангарда.

## Биография
Родился, как считается, в Куокалле 22 марта (3 апреля)  1890 года. Отец художника, Альберт (после принятия православия в 1905 году — Андрей) Цезаревич Пуни (28 марта 1848, Лондон – 18 октября 1925, Куоккала) — виолончелист Мариинского театра. Мать художника — Лидия Михайловна Ломакина, по первому мужу Салтыкова, по второму — Пуни (2 мая 1848, с. Воронцово Калязинского уезда Тверской губ. — 15 июня 1905, СПб) — помещица, вдова Сергея Евграфовича Салтыкова (1829 — 1872), родного брата М. Е. Салтыкова-Щедрина. Его дед по отцовской линии Цезарь Пуни — выходец из Италии, в 1851 году обосновавшийся в России известный балетный композитор; бабушка по отцовской линии — англичанка. 
В 1902 году после окончания второго класса Введенской гимназии по семейным обстоятельствам был отдан учиться в Николаевский кадетский корпус, откуда был выпущен в 1907 году. 
Начальное художественное образование получил частным образом. По даче (в посёлке Куоккала на Карельском перешейке, в то время территория Великого княжества Финляндского в составе Российской империи, ныне пос. Репино в Курортном районе Санкт-Петербурга) был знаком с И. Е. Репиным, под влиянием которого, возможно, и выбрал путь художника. 
В 1910—1911 годах совершил первую поездку в Париж, где занимался в академии Р. Жюлиана, Коларосси и др. В Париже Пуни открыл для себя творчество Сезанна, набидов, кубистов и фовистов.
В 1912 году, вернувшись в Петербург, познакомился с Н. И. Кульбиным, Д. Д. Бурлюком, В. В. Маяковским, В. В. Хлебниковым, К. С. Малевичем, участвовал в двух выставках «Союза молодёжи».
В 1913 году женился на Ксении Богуславской, художнице и дизайнере.
Их квартира в родительском доме 1 на Гатчинской улице в Санкт-Петербурге в 1913 году была местом встреч художников и поэтов, авангардистов и футуристов.
В феврале 1914 года вместе с женой вновь отправился в Париж, где впервые выставлял свои работы в 30 Салоне Независимых.
Вернувшись в Петроград из-за начавшейся Первой мировой войны, стал организатором и главным спонсором скандальных футуристических выставок 1915 года «Трамвай В» и «0,10». В феврале 1915 года поступил на службу почтовым чиновником, где проработал до мая 1918.
В 1918 году участвовал в праздничном оформлении Петрограда к революционным праздникам, майским и ноябрьским. В ноябре 1918 получил назначение профессором ПГСХУМ (в здании бывшей Академии художеств).
В 1919 году временно работал в Художественном училище в Витебске, куда прибыл в январе по приглашению Марка Шагала (вместе с частью студентов своей мастерской). В апреле 1919 года вернулся в Петроград, а в феврале 1920 года чета Пуни эмигрировала — через Финляндию в Германию (октябрь 1920), затем во Францию (осень 1923).
В феврале 1921 года в берлинской галерее Штурм (Galerie Sturm) её владелец Герварт Вальден провел персональную выставку Пуни. В 1923 году в Берлине была опубликована программная книга Пуни «Современная живопись», в которой подробно изложены его взгляды на искусство вообще и на беспредметное искусство в частности.
После окончательного переселения во Францию в 1923 году, стиль Пуни постепенно развивался и к 1942 году приблизился к лирическому примитивизму — близкой по духу манере, в которой также работали Пьер Боннар и Эдуар Вюйяр.
В 1947 году получил французское гражданство.
В период с 1921 по 1956 год провёл 12 персональных выставок в Берлине, Париже, Нью-Йорке и Лондоне и участвовал в около ста групповых выставках.
Был принят в кавалеры ордена Почетного легиона (1952).

## Персональный сайт
ИВАН ПУНИ, исследовательский проект